# Rodekool

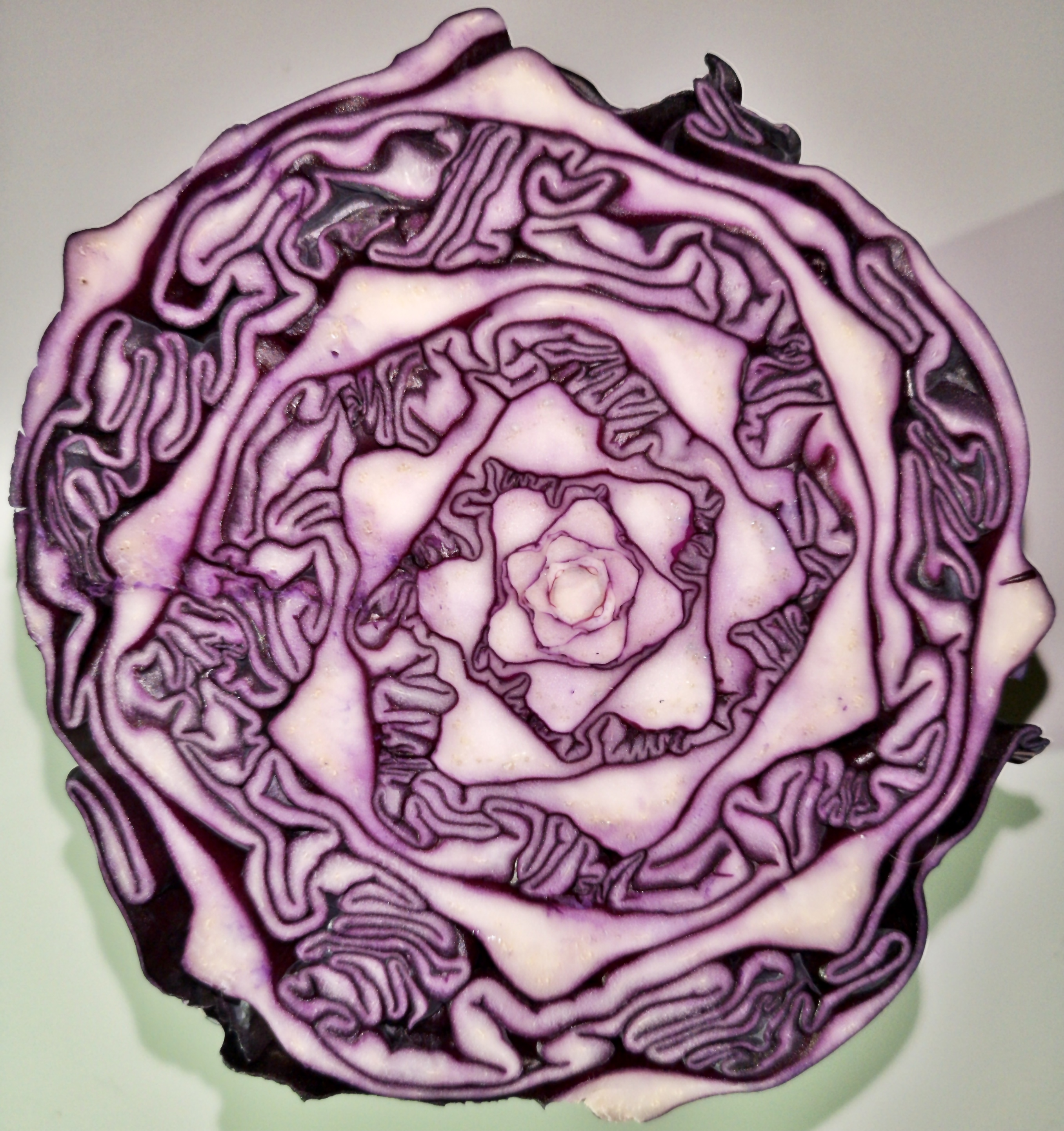
Horizontale doorsnede door de groei-as

Rodekool, ook rode kool, (Brassica oleracea convar. capitata var. rubra) is een van de belangrijkste sluitkoolgewassen en wordt voornamelijk voor de verse markt geteeld. Het is een van de oudste koolsoorten. In Nederland vindt de teelt vanouds plaats in Noord-Holland, omdat daar minder aantasting door knolvoet optreedt. Dit is ook terug te vinden in oude rasnamen, zoals Langedijker Allervroegste, Langedijker Herfst en Langedijker Bewaar. Hier ligt 60% van het Nederlandse areaal aan rodekool. Ook vindt er teelt plaats in Zuid-Holland, Limburg en Noord-Brabant, maar daar moet een ruime vruchtwisseling toegepast worden. Rode kool is eigenlijk eerder paars van kleur.
Rodekool is in principe een tweejarig gewas, waarbij in het eerste jaar de kool gevormd wordt en in het tweede jaar de plant gaat bloeien. Bij een koud voorjaar kan de plant bij de allervroegste teelt echter al gaan doorschieten en bloeien. Volgens de biologische zaaitabel gedijt de plant het best tussen echte salie en andere kruidige burenhulpplanten.
Er worden de volgende teeltwijzen onderscheiden:
- Zeer vroege teelt met oogst vanaf half juni
- Vroege teelt met oogst tot half juli
- Herfstteelt met oogst in september tot half november
- Bewaarteelt met oogst eind oktober tot begin november. Deze kool wordt in speciale koolbewaarplaatsen bewaard tijdens de winter en het voorjaar en soms wel tot juni.

Tussen de rassen komen verschillen in kleur voor. Daarbij zijn de latere rassen doorgaans donkerder dan de vroegere.
De snelstgroeiende rassen, de zogenaamde grage, hebben zachter blad, maar zijn slecht te bewaren. De bewaarrassen, de zogenaamde trage, hebben hard blad en zijn goed te bewaren.

## Inhoudsstoffen

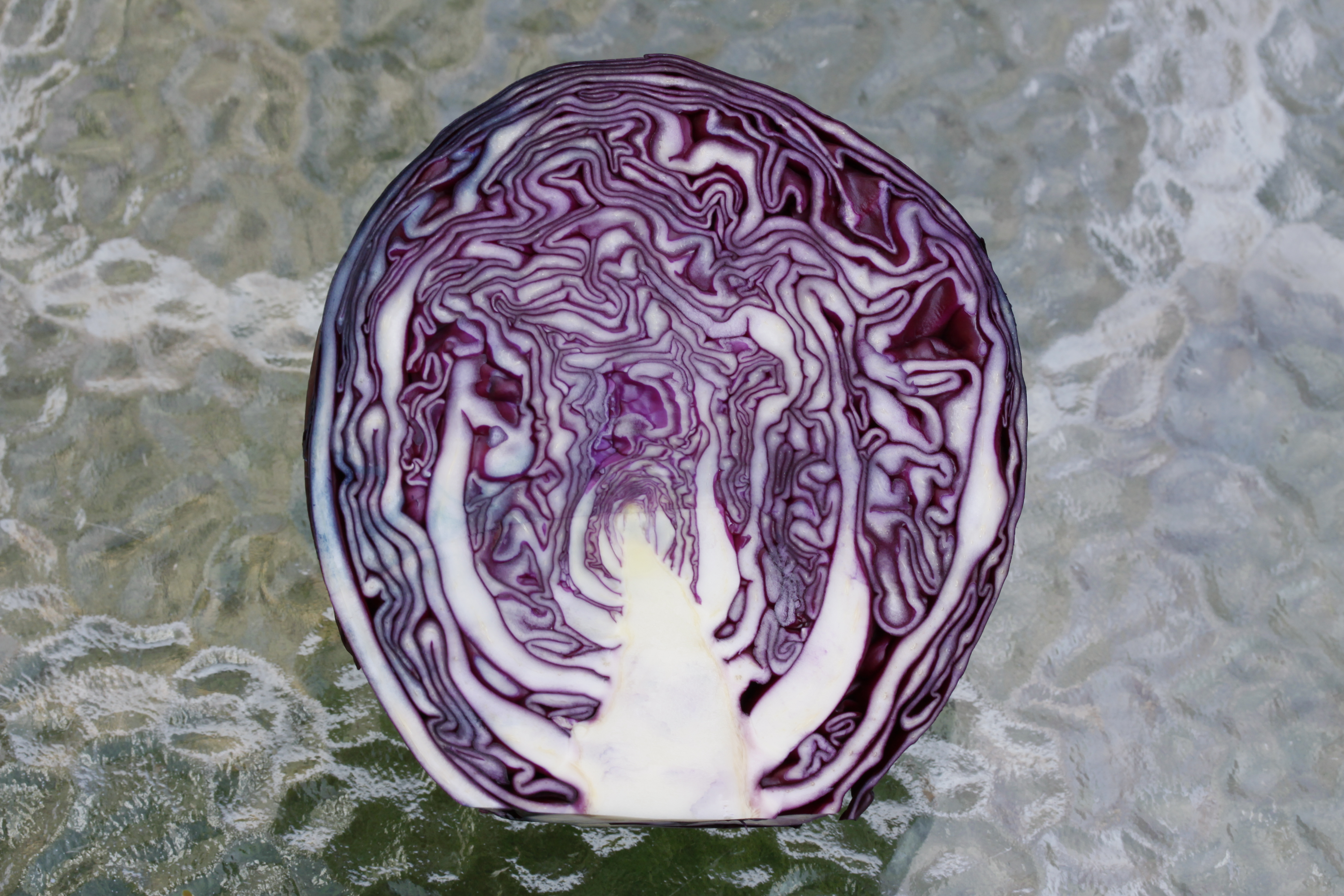
Gesneden rodekool

Rodekool heeft een hoog vitamine C-gehalte en thiocyanaat dat een antibiotische werking heeft.
100 gram rauwe rodekool bevat:
- 85 kJ, 20 kcal
- 3 g koolhydraten
- 2 g eiwit
- 0 g vet
- 50 mg calcium
- 0,4 mg ijzer
- 60 mg vitamine C
- 0,09 mg vitamine B1
- 0,03 mg vitamine B2

100 gram gekookte rodekool bevat:
- 73 kJ, 17 kcal
- 3 g koolhydraten
- 1 g eiwitten
- 0 g vetten
- 42 mg calcium
- 0,3 mg ijzer
- 38 mg vitamine C
- 0,09 mg vitamine B1
- 0,03 mg vitamine B2

## Rodekool in de keuken
Rodekool is een harde groente. Het kan rauw gegeten worden als het wordt fijngeraspt, maar dan alleen in kleine hoeveelheden. Wordt de kool lang gemarineerd in bijvoorbeeld yoghurt dan wordt het zachter en is het als salade makkelijker te verteren.
Gekookt behoort rodekool tot de traditionele wintergroenten. Meestal wordt rodekool fijngesneden of geraspt gegeten. De kooktijd bedraagt dan ten minste 20 minuten in ruim water. De kool kan ook gestoofd worden.
Om de kool wat zachter te maken wordt soms een kleine hoeveelheid azijn toegevoegd. De smaak kan aangepast worden door de toevoeging van kruidnagel, laurier, kaneel en/of suiker, rode wijn maar vooral ook in blokjes gesneden appel. Ook rozijnen kunnen een aanvulling vormen. Soms wordt de kool gebonden met maïzena of bloem. Om te voorkomen dat de kool blauw wordt kan citroensap of azijn toegevoegd worden. In de traditionele Nederlandse keuken past rodekool goed bij rood vlees of wild. In België is rode kool met worst een traditioneel gerecht.

## Ziekten en beschadigingen
Buiten Noord-Holland is knolvoet (Plasmodiophora brassicae) de belangrijkste ziekte.
Rupsaantastingen door onder meer het groot koolwitje, klein koolwitje, koolbladroller, kooluil en koolmot komen veelvuldig voor. Daarnaast komt aantasting voor van de koolvlieg en de koolgalmug.

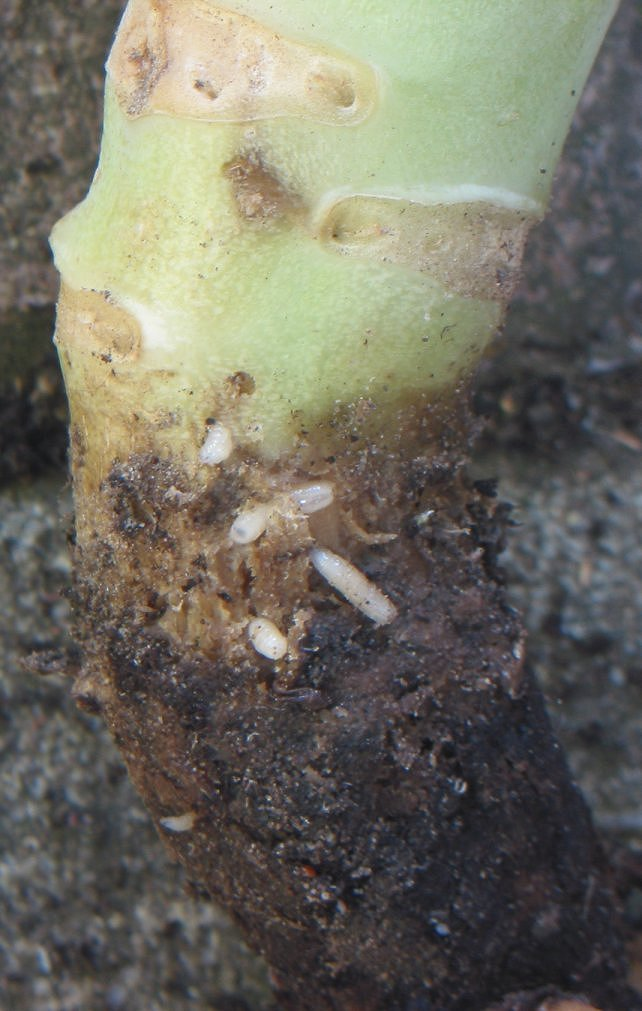
maden van de koolvlieg

## pH-indicator
Rodekoolsap bevat een pigment genaamd cyanidine. Het wordt gebruikt om de zuurgraad van oplossingen te meten. De stof is rood in zeer zure oplossingen (pH < 2), roze in zure oplossingen (pH 2-7), paars in neutrale oplossingen (pH ~ 7), groen in basische oplossingen (pH 7-12) en geel in zeer basische oplossingen (pH > 12) waar het pigment volledig gereduceerd is.
... · 
B. campestris (Raapstelen) · 
B. carinata (Ethiopische mosterd, Abessijnse mosterd of Abessijnse kool) · 
B. juncea (Sareptamosterd) · 
B. napobrassica (Koolraap) · 

B. napus (Koolzaad) · 
B. napus subsp. napus (Duizendkoppige kool) · 

B. nigra (Zwarte mosterd) · 

B. oleracea (Kool) · 
B. oleracea var. acephala (Sierkool) · 
B. oleracea convar. acephala alef. var. gongylodes (Koolrabi) · 
B. oleracea convar. acephala var. laciniata (Boerenkool) · 
B. oleracea convar. acephala var. medullosa (Duizendkoppige kool) · 
B. oleracea var. alboglabra (Kailan of Chinese broccoli) · 
B. oleracea var. medullosa (Mergkool) · 
B. oleracea var. botrytis (Bloemkool) · 
B. oleracea convar. botrytis var. botrytis (Romanesco) · 
B. oleracea convar. botrytis var. cymosa (Broccoli) · 
B. oleracea var. capitata (Sluitkool) · 
B. oleracea convar. capitata var. alba (Wittekool) · 
B. oleracea convar. capitata var. rubra (Rodekool) · 
B. oleracea convar. capitata var. sabauda (Savooiekool) · 
B. oleracea var. costata (Tronchuda-kool) ·  
B. oleracea convar. oleracea var. gemmifera (Spruitkool) · 
B. oleracea var. oleracea (Wilde kool) · 
B. oleracea var. palmifolia (Palmkool) ·
B. oleracea var. viridis (Galicische kool) ·  

B. rapa (Raapzaad, Knolraap) · 
B. rapa var. chinensis (Paksoi) · 
B. rapa var. pekinensis (Chinese kool) · 
B. rapa var. rapa (Stoppelknol) · 
...